# ソユーズMS-15
ソユーズMS-15は2019年9月25日に打ち上げられたソユーズの宇宙飛行であり、第61次長期滞在の2人のクルーと、短期間ISSに滞在するメンバーを国際宇宙ステーションへと輸送した。ソユーズMS-15はソユーズ宇宙船での143回目の有人飛行だった。このフライトは有人宇宙飛行での役割をソユーズ2によって置き換えられる前の最後のソユーズFGでの最後のフライトであり、1/5サイト（ガガーリン発射台）がソユーズ2ロケットで使用できるように近代化改修する前の最後の打ち上げだった。クルーはロシア人コマンダー、アメリカ人フライトエンジニア、そしてアラブ首長国連邦初めての宇宙飛行士から構成されていた。この出来事を祝って、ソユーズロケットとハザ・アル・マンスーリの映像が世界一高いビルであるブルジュ・ハリファに投影された。

## クルー
| 地位                               | 打ち上げ機乗組員                                                                         | 着陸機乗組員                                                                             |
| ---------------------------------- | ---------------------------------------------------------------------------------------- | ---------------------------------------------------------------------------------------- |
| コマンダー                         | オレグ・スクリポチカ, ロシア連邦宇宙局（RSA） 第61次および第62次長期滞在 3回目の宇宙飛行 | オレグ・スクリポチカ, ロシア連邦宇宙局（RSA） 第61次および第62次長期滞在 3回目の宇宙飛行 |
| 第1フライトエンジニア              | ジェシカ・メイア, NASA 第61次および第62次長期滞在 1回目の宇宙飛行                        | ジェシカ・メイア, NASA 第61次および第62次長期滞在 1回目の宇宙飛行                        |
| 宇宙飛行乗客/第2フライトエンジニア | ハザ・アル・マンスーリ, MBRSC 1回目の宇宙飛行                                            | アンドリュー・モーガン, NASA 第60次、第61次および第62次長期滞在 1回目の宇宙飛行          |

### バックアップクルー
| 地位               | 乗組員                          | 乗組員                          |
| ------------------ | ------------------------------- | ------------------------------- |
| コマンダー         | セルゲイ・リジコフ, RSA         | セルゲイ・リジコフ, RSA         |
| フライトエンジニア | トーマス・マーシュバーン, NASA  | トーマス・マーシュバーン, NASA  |
| 宇宙旅行乗客       | スルタン・アル・ネヤディ, MBRSC | スルタン・アル・ネヤディ, MBRSC |